# Зільц (Мекленбург-Передня Померанія)
Зільц (нім. Silz) — громада в Німеччині, розташована в землі Мекленбург-Передня Померанія. Входить до складу району Мекленбургіше-Зенплатте. Складова частина об'єднання громад Мальхов.
Площа — 10,68 км2. Населення становить 363 ос. (станом на 31 грудня 2020).